# Гарячі гроші
«Гарячі гроші» — потік коштів (або капіталу) із одного виду бізнесової діяльності в інший, або з однієї країни в іншу для отримання короткострокового прибутку з різниці процентних ставок і / або очікуваних змін обмінного курсу. Ці спекулятивні потоки капіталу називаються «гарячими грошима», тому що вони можуть дуже швидко переміщатися на ринки і виходити з них, що може привести до нестабільності ринку.

## Різновиди
- Короткострокові іноземні портфельні інвестиції, включаючи інвестиції в акції, облігації та похідні фінансові інструменти
- Короткострокові кредити іноземним банкам
- Кредити іноземних банків з короткостроковим інвестиційним горизонтом